# Васильев, Геннадий Георгиевич
Генна́дий Гео́ргиевич Васи́льев (1940—2011) — советский и российский скульптор. Заслуженный художник РСФСР (1985). Народный художник Бурятской АССР (1979). Член-корреспондент Российской академии художеств (1988), академик РАХ  (2007), заслуженный деятель искусств Бурятской АССР (1973), лауреат премии Ленинского комсомола Бурятской АССР, Лауреат Государственной премии Бурятской АССР в области литературы и искусства (1983).

## Биография
Геннадий Георгиевич Васильев родился в 1940 году в селе Додо-Илька Заиграевского района Бурят-Монгольской АССР. Его предки были кузнецами. Один из основоположников национальной станковой живописи, народный художник Бурятской АССР, Роман Сидорович Мэрдыгеев приходился ему дядей, который и поддержал в своё время его влечение к искусству.
После учёбы мастерству у народного умельца чеканки по серебру Дымбрыла Бадмаева молодой художник начал работать резчиком по кости в кооперативной артели Бурпромсовета. В 1959 году поехал в Архангельскую область и поступил в Ломоносовскую школу художественной резьбы по кости (учился у костореза П. П. Штанга), по окончании которой в 1962 году вернулся в Улан-Удэ.
С 1964 года — участник всесоюзных, российских, зональных, республиканских выставок.
Геннадий Васильев — один из ведущих скульпторов Бурятии, мастер с яркой творческой индивидуальностью, в его произведениях раскрывается самобытный мир национальных бурятских образов, сказочных и былинных, аллегорических и реальных. Дерево — любимый материал художника. Работая в дереве, мастер продолжает традиции народного бурятского искусства.
Геннадий Васильев занимался чеканкой, резьбой по кости, но именно работа с деревом позволила ему найти себя как художника. Скульптор великолепно чувствовал материал, пластические решения его работ очень выразительны, в образах есть характерные бурятские черты. Его произведения наполнены теплым человеческим чувством, любовью к людям и родному краю.
Произведения Геннадия Васильева «Покровитель животных», «Мать», «Арканщик» находятся в Государственной Третьяковской галерее, в фондах Академии художеств хранится около пятнадцати его работ, около двух десятков — в республиканском художественном музее имени Ц. Сампилова. Также его работы находятся в Киевском художественном музее, в собраниях Всесоюзного скульптурного комбината им. Е. В. Вучетича, в Министерстве культуры России, в частных коллекциях России, Франции, США, Германии, Финляндии, Японии.
Работы Геннадия Васильева украшают интерьеры общественных зданий (например, Бурятский государственный академический театр драмы имени Хоца Намсараева) и природные ландшафты, знаменуют мемориальные места Улан-Удэ и сельских поселений Бурятии.
Геннадий Васильев — учитель известного бурятского скульптора Даши Намдакова.

## Награды и Звания
В 1975 году получил премию Бурятии за скульптуры «Укрощение огня», «Голова бурята».
В 1981 году удостоен республиканской премии Бурятской АССР за скульптурные произведения «Дети тайги», «Рабочие ЗММК», «Встреча» и «Сказитель».
В 1982 году награждён почетной грамотой Президиума Верховного Совета Бурятской АССР за оформление интерьеров Бурятского академического театра драмы им. X. Намсараева.
Заслуженный художник РСФСР (1986).
Народный художник Бурятской АССР (1979).
Член-корреспондент Российской академии художеств (1988)
Действительный член Российской академии художеств (2007).
Заслуженный деятель искусств Бурятской АССР (1973).
Лауреат премии Ленинского комсомола Бурятской АССР.
Лауреат Государственной премии Республики Бурятия (1983).
Золотая медаль «Творческого Союза художников России» (2005).

## Основные работы
- «Мальчик с птичкой» (1969)
- «Маленький богатырь» (1969)
- «Охотник» (1969)
- «Хитрый Будамшу» (1969)
- «Чабанка» (1969)
- «Укрощение коня» (1969)
- «Материнство» (1978)
- «Арканщик» (1978)
- «Дети тайги» (1978)
- «Материнство» (1978)
- «Обучение верховой езде» (1985)
- «Кто победит?» (1990)
- «Танцующие лошади» (1996)
- «Хозяин тайги» (1989)
- «Сагаалган» (2003).
- Памятник первому бурятскому ученому Доржи Банзарову в Джидинском районе Бурятии (2010)
- Статуя Будды Шакьямуни при въезде в Джидинский район Бурятии
- Скульптура Бурин-Хана у подножия одноимённой святой горы в окрестностях села Инзагатуй Джидинского района Бурятии
- Памятник Герою Советского Союза И. В. Балдынову
- Монумент Дариме Аликовой-Базаровой, учителю истории бесланской школы № 1, геройски погибшей от рук террористов, в п. Агинское Забайкальского края
- Памятник государственному деятелю А. У. Модогоеву в центре Улан-Удэ
- Декоративная композиция «Олени», расположенная вдоль федеральной трассы, на берегу реки Селенги, у села Вахмистрово Иволгинского района Бурятии
- Анималистическая композиция «Бегущие лани» близ села Боргой Джидинского района Бурятии